# Twilight of the Idols
Twilight of the Idols (puni naslov: Twilight of the Idols - In Conspiracy with Satan) šesti je studijski album norveškog black metal-sastava Gorgoroth. Diskografska kuća Nuclear Blast Records objavila ga je 12. kolovoza 2003. godine. Jedini je album s bubnjarom Einarom "Kvitrafn" Selvikom.
Prvi je album sastava na kojem Infernus nije bio glavni skladatelj. Autori glazbe su basist King ov Hell i bubnjar Kvitrafn. Na naslovnici album je bila izgorjela crkva, no zbog kontroverziji nova naslovnica sadrži fotografije članovi sastava.

## Popis pjesama
Tekstovi: Gaahl (osim pjesma "Forces of Satan Storms" - tekst: Infernus). 
| 1.    | »Procreating Satan«                                                                     | Kvitrafn     |      |
| 2.    | »Proclaming Mercy - Damaging Instinct of Man«                                           | King ov Hell | 2:56 |
| 3.    | »Exit - Through Carved Stones«                                                          | King ov Hell | 5:45 |
| 4.    | »Teeth Grinding«                                                                        | King ov Hell | 4:34 |
| 5.    | »Forces of Satan Storms«                                                                | King ov Hell | 4:34 |
| 6.    | »Blod og minne« (Krv i pamćenje)                                                        | Kvitrafn     | 3:26 |
| 7.    | »Of Ice and Movement...«                                                                | Kvitrafn     | 6:41 |
| 8.    | »Domine in Virtute tua Laebitur Rex« (Gospodine, u tvojoj snazi kralj će se obradovati) | Infernus     | 0:50 |
| 32:28 |                                                                                         |              |      |

## Zasluge
Gorgoroth
- King ov Hell - bas-gitara
- Gaahl - vokali
- Infernus - gitara
- Kvitrafn - bubnjevi

Ostalo osoblje
- May Husby – naslovnica, dizajn
- Peter Beste – fotografije
- Herbrand Larsen – inženjer zvuka, outro (na pjesmi 7.)
- Brynjulf – inženjer zvuka